# 科特洛夫卡区
科特洛夫卡区（俄語：район Котловка）是莫斯科西南行政区的一区，面积3.94平方公里，人口65,708人。克里米亚站位于该区内。